# 卡尼耶尔
卡尼耶尔（法語：Carnières，法語發音：[kaʁnjɛʁ]）是法国上法蘭西大區北部省的一个市镇，属于康布雷区。

## 地理
卡尼耶尔（50°10'4"N, 3°20'48"E）面积8.13 平方千米，位于法国上法蘭西大區北部省，该省份为法国最北部的省份及最长的省份，西北濒北海，西接加来海峡省，南至埃纳省和索姆省，东与比利时接壤。
与卡尼耶尔接壤的市镇（或旧市镇、城区）包括：略昂康布雷西、阿韦讷莱索贝尔、博瓦昂康布雷西、布西耶尔昂康布雷西、卡尼翁克勒、卡特尼耶尔、科鲁瓦尔、埃斯图尔梅勒、方丹欧皮尔。

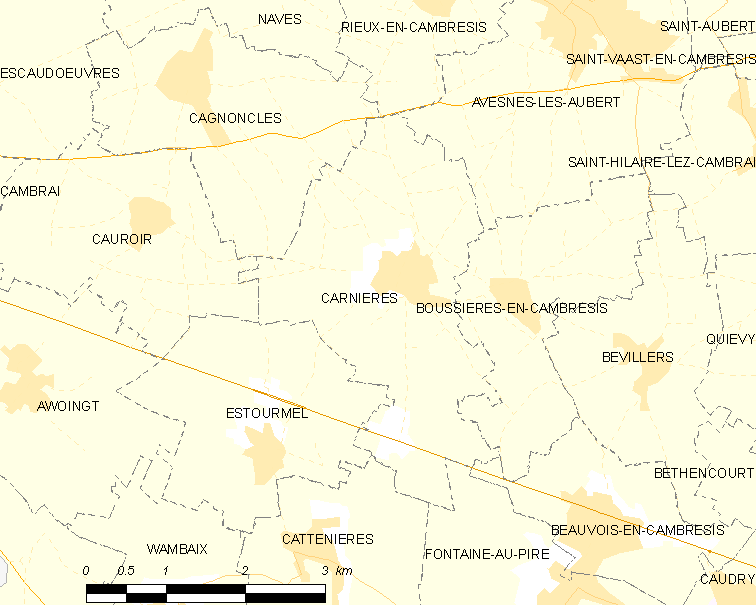
卡尼耶尔的OSM定位图

卡尼耶尔的时区为UTC+01:00、UTC+02:00（夏令时）。

## 行政
卡尼耶尔的邮政编码为59217，INSEE市镇编码为59132。

## 政治
卡尼耶尔所属的省级选区为科德里县。

## 人口

1962-2008年间卡尼耶尔人口变化图示

卡尼耶尔于2022年1月1日时的人口数量为987人。